# 대학역 (홍콩)
대학역은 1956년 개통한 홍콩의 2면 2선 철도역이다. 원래 이름은 마리우수이역으로, 1966년 대학역이라는 이름으로 바뀌었다.

## 역 주변
- 홍콩 중문 대학